# 中国人民解放军第三野战军

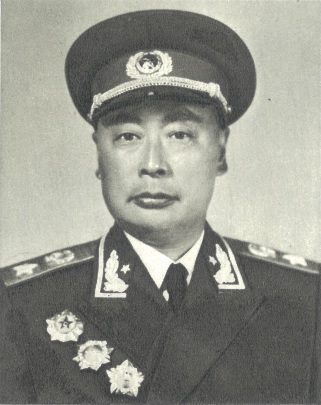
司令员兼政委陈毅

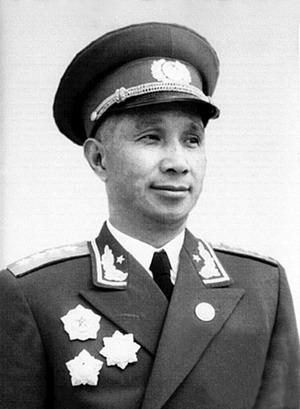
副司令员兼第二副政委粟裕

中国人民解放军第三野战军是国共内战时期中国人民解放军的五大主力部队之一。最初名为华东野战军，是由新四军和八路军山东军区部队一部逐步改编扩建而成。至1949年12月，总兵力82.5万余人。

## 历史

### 发展
1948年底至1949年初，华野、中原野战军共60万人發動淮海战役。1949年4月中旬，第三野战军和第二野战军发起渡江战役，4月23日攻占南京。随后又占领了杭州和上海。并且占领了浙江省及沿海大部分岛屿；5月，领导第32军发动青即战役，6月2日占领青岛；7月上旬，南下向福建进军，8月17日占领福州；接着又举行了漳（州）厦（门）金（门）战役，至10月中旬，攻占了福建省及沿海大部分岛屿。
而在山东省的三野部队则在8月11日，发起长山列岛战役，佔領廟島列島。使解放军完全占领山东省全境。

### 整编
1949年2月，根据中央军事委员会命令，华东野战军改编为中国人民解放军第三野战军。陈毅为司令员兼政治委员（后政委饶漱石），粟裕为副司令员兼第二副政治委员，谭震林为第一副政治委员，唐亮为政治部主任，钟期光为政治部副主任，张震为参谋长。辖4个兵团和1个特种兵纵队。

### 改编
华东军区与第三野战军的领导机关于1949年7月合并（其名义仍保留）。1950年1月3日，中央军委决定撤销第三野战军第30和第35军番号，其成员拨归华东海军建制。同年8月，撤销第三野战军前委，组成新的华东军区党委，陈毅任第一书记，粟裕任第二书记，唐亮任第三书记。第三野战军部队全部归华东军区领导。同年11月，中央军委决定撤销第三野战军第29和第32军番号，其成员改组建为铁道公安司令部。

## 编制
- 第7兵团，司令员王建安，政委谭启龙，副政委兼政治部主任姬鹏飞，参谋长李迎希，辖：
  - 第21军（含第61、第62、第63师），军长滕海清，政委康志强
  - 第22军（含第64、第65、第66师），军长孙继先，政委丁秋生
  - 第23军（含第67、第68、第69师），军长陶勇，政委卢胜
  - 第35军（含第103、第104、第105师），军长吴化文，政委何克希

- 第8兵团，司令员陈士榘，政委袁仲贤，副政委兼政治部主任江渭清，参谋长何以祥，辖：
  - 第24军（含第70、第71、第72师），军长王必成，政委廖海光
  - 第25军（含第73、第74、75师），军长成钧，政委黄火星
  - 第26军（含第76、第77、第78师），军长张仁初，政委王一平
  - 第34军（含第100、第101、第102师），军长何基沣，政委赵启民

- 第9兵团，司令员宋时轮，政委郭化若，参谋长覃健，政治部主任谢有法，辖：
  - 第20军（含第58、第59、第60师），军长刘飞，政委陈时夫
  - 第27军（含第79、第80、第81师），军长聂凤智、政委刘浩天
  - 第30军（含第88、第89、第90师），军长谢振华，政委李干辉
  - 第33军（含第97、第98、第99师），军长张克侠，政委韩念龙

- 第10兵团，司令员叶飞，政委韦国清，参谋长陈庆先，政治部主任刘培善，辖：
  - 第28军（含第82、第83、第84师），军长朱绍清，政委陈美藻
  - 第29军（含第85、第86、第87师），军长胡炳云，政委张藩
  - 第31军（含第91、第92、第93师），军长周志坚，政委陈华堂

- 直辖
  - 第32军（含第94、第95师)，军长谭希林，政委彭林
- 特种兵纵队，司令员陈锐霆，政委张凯。
- 两广纵队（1947年3月－1949年3月），司令员曾生，政委雷经天。